# The Adopted Son
The Adopted Son er en amerikansk stumfilm fra 1917 af Charles Brabin.

## Medvirkende
- Francis X. Bushman
- Beverly Bayne som Marian Conover.
- Leslie Stowe som Tom McLane.
- J. W. Johnston som Henry McLane
- John Smiley som Luke Conover.